# Бойга Форстена
Бойга Форстена (лат. Boiga forsteni) — вид змей из рода бойга в семействе ужеобразных. Название дано в честь голландского зоолога Eltio Alegondas Forsten (1811—1843).
Общая длина достигает 1,5—2 метра. Голова умеренного размера, сужается на конце. Большие глаза с вертикальными зрачками. Туловище узкое и длинное. Хвост длинный, цепкий.
Спина тёмно- или светло-коричневого цвета со светлыми полосами. Брюхо тёмно-коричневого, жёлтого или оранжевого цвета. На голове присутствует светлая или тёмная полоса.
Любит лесную местность. Всю жизнь проводит на деревьях. Днём прячется в дуплах деревьев, активна ночью. Питается ящерицами, змеями, птицами и их яйцами.
Это яйцекладущая змея. Самка в августе-сентябре откладывает от 5 до 10 яиц.
Яд умеренной силы. Возникает отёк, который через несколько дней проходит.
Живёт в Непале, на острове Шри-Ланка, в штатах Индии: Сикким, Западная Бенгалия, Махараштра, Гуджарат, Керала, Уттар-Прадеш, Мадхья-Прадеш, Орисса, Андхра-Прадеш, Тамилнаду, Раджастхан, Уттаракханд.